# Millettia rubiginosa
Millettia rubiginosa är en ärtväxtart som beskrevs av Robert Wight och George Arnott Walker Arnott. Millettia rubiginosa ingår i släktet Millettia och familjen ärtväxter. Inga underarter finns listade i Catalogue of Life.